# René Blanche

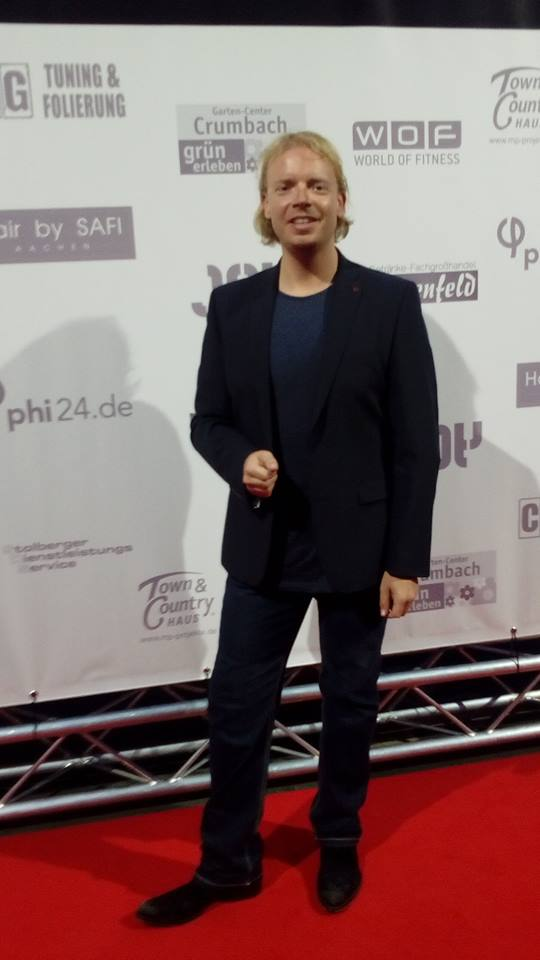
René Blanche (2018)

René Blanche (geboren am 11. Juli 1982 in Würselen) ist ein deutscher Schauspieler, Theaterregisseur, Drehbuchautor und Schauspiellehrer mit lothringischen Wurzeln.

## Leben
René Blanche machte 2002 Abitur am Gymnasium Haus Overbach in Jülich. Nach abgeschlossenem Studium zum Finanzfachwirt (FH) an der Fachhochschule Schmalkalden, ließ sich Blanche in Aachen, Köln, Metz(Frankreich) und Berlin zum Schauspieler mit Bühnenreife und Inszenierungspädagogen ausbilden.
Er besuchte von 2008 bis 2011 die Theaterschule Aachen für Schauspiel und Regie, welche er mit der Bühnenreife mit Auszeichnung abschloss. Zudem absolvierte er ein Auslandssemester in Moskau.
Zu seinen Lehrern zählten u. a. die beiden russischen Regisseure Andrey Mekke und Olga Romanovskaya sowie Wolfgang Dinslage und Thomas Ulrich. Zusammen mit der Aachener Diplom-Schauspielerin Andrea Royé gründete er 2011 die Aachener Schauspielschule, in der er als Schulleiter tätig ist. 2015 gründete er zusammen mit der Stadt Jülich das Theater der Stadt Jülich, in dem er selbst als Schauspieler tätig war. Seit 2016 verantwortet er als Hauptdarsteller, Produzent und Drehbuchautor die Fernsehcomedy-Serie La vie de Jean-Marie, die im belgischen Fernsehen ausgestrahlt wurde.
Als Sprecher und Rezitator ist Blanche seit 2011 tätig – u. a. als Mitglied der Aachener Lesebühne sowie als Sprecher für die Radio-Comedy Serie Der Kalender der Maja bei 100,5 Das Hitradio. Seit dem Sommer 2020 arbeitet René Blanche mit der Sängerin Kathy Kelly an einem gemeinsamen Musikprojekt. Seit Ende 2020 ist er Repräsentant des Top-Magazins Aachen. Für den Kurzfilm „Die letzte Hexe“ (2024) unter der Regie von Ömer Pekyürek schrieb er das Drehbuch und spielte die Rolle des „Dr. Johann Weyer“.

## Werke
Als Drehbuchautor und Hauptdarsteller
- La vie de Jean-Marie
- Die letzte Hexe (2023, Film)

Als Regisseur und Hauptdarsteller
- Die Schneekönigin[10]
- Mandragola[11]
- Theater-Soirée[12]

Als Hauptdarsteller
- Frauenwut in Sleepwood (2023, Kurzfilm)[13]

Als Nebendarsteller
- Hameln – Die Rückkehr des Rattenfängers (2023)[14]
- Die Landarztpraxis (2024)[15]
- Der Buchspazierer (2024)

Als Rezitator
- Das literarische Frühstück[16]
- Das literarische Baguette[17]